# Phyllolabis kumpa
Phyllolabis kumpa är en tvåvingeart som beskrevs av Alexander 1961. Phyllolabis kumpa ingår i släktet Phyllolabis och familjen småharkrankar. Inga underarter finns listade i Catalogue of Life.